# Jasujuki Konno
Jasujuki Konno (japonsko 今野 泰幸), * japonski nogometaš, 25. januar 1983, Mijagi, Japonska.
Za japonsko reprezentanco je odigral 93 uradnih tekem in dosegel 4 gole.